# Crimes of Passion
Pour les articles homonymes, voir Crime of Passion.
Albums de Pat Benatar
In the Heat of the Night
(1979) Precious Time
(1981)
Singles
1. You Better Run
Sortie : 8 juillet 1980
2. Hit Me with Your Best Shot
Sortie : 15 septembre 1980
3. Treat Me Right
Sortie : 29 décembre 1980

Crimes of Passion est le 2e album studio de la chanteuse américaine, Pat Benatar. L'album s'est classé numéro 2 au Billboard 200 et a été certifié quatre fois disque de platine en décembre 1984 par la Recording Industry Association of America.
L'album contient les singles Hell is for Children et autres tubes dont Hit Me with Your Best Shot. Vendu à plus de 4 millions d'exemplaires aux États-Unis et autant dans le reste du monde. Le clip du hit You Better Run (en) est la deuxième à passer sur la toute nouvelle chaîne musicale MTV, après celui des Buggles Video Killed the Radio Star. Elle reprend ici la chanson Wuthering Heights de Kate Bush.

## Liste des titres
| 1. | Treat Me Right                       | Doug Lubahn, Pat Benatar               | 3:24 |
| 2. | You Better Run (reprise des Rascals) | Eddie Brigati, Felix Cavaliere         | 3:02 |
| 3. | Never Wanna Leave You                | Neil Giraldo, Pat Benatar              | 3:13 |
| 4. | Hit Me with Your Best Shot           | Eddie Schwartz                         | 2:51 |
| 5. | Hell Is for Children                 | Neil Giraldo, Pat Benatar, Roger Capps | 4:48 |

| 6.  | Little Paradise                          | Neil Giraldo                                | 3:32 |
| 7.  | I'm Gonna Follow You                     | Billy Steinberg                             | 4:28 |
| 8.  | Wuthering Heights (reprise de Kate Bush) | Kate Bush                                   | 4:28 |
| 9.  | Prisoner of Love                         | Scott St. Clair Sheets                      | 3:05 |
| 10. | Out-A-Touch                              | Neil Giraldo, Pat Benatar, Myron Grombacher | 4:19 |